# Saurita tristissima
Saurita tristissima är en fjärilsart som beskrevs av Perty 1834. Saurita tristissima ingår i släktet Saurita och familjen björnspinnare. Inga underarter finns listade.